# Герідон

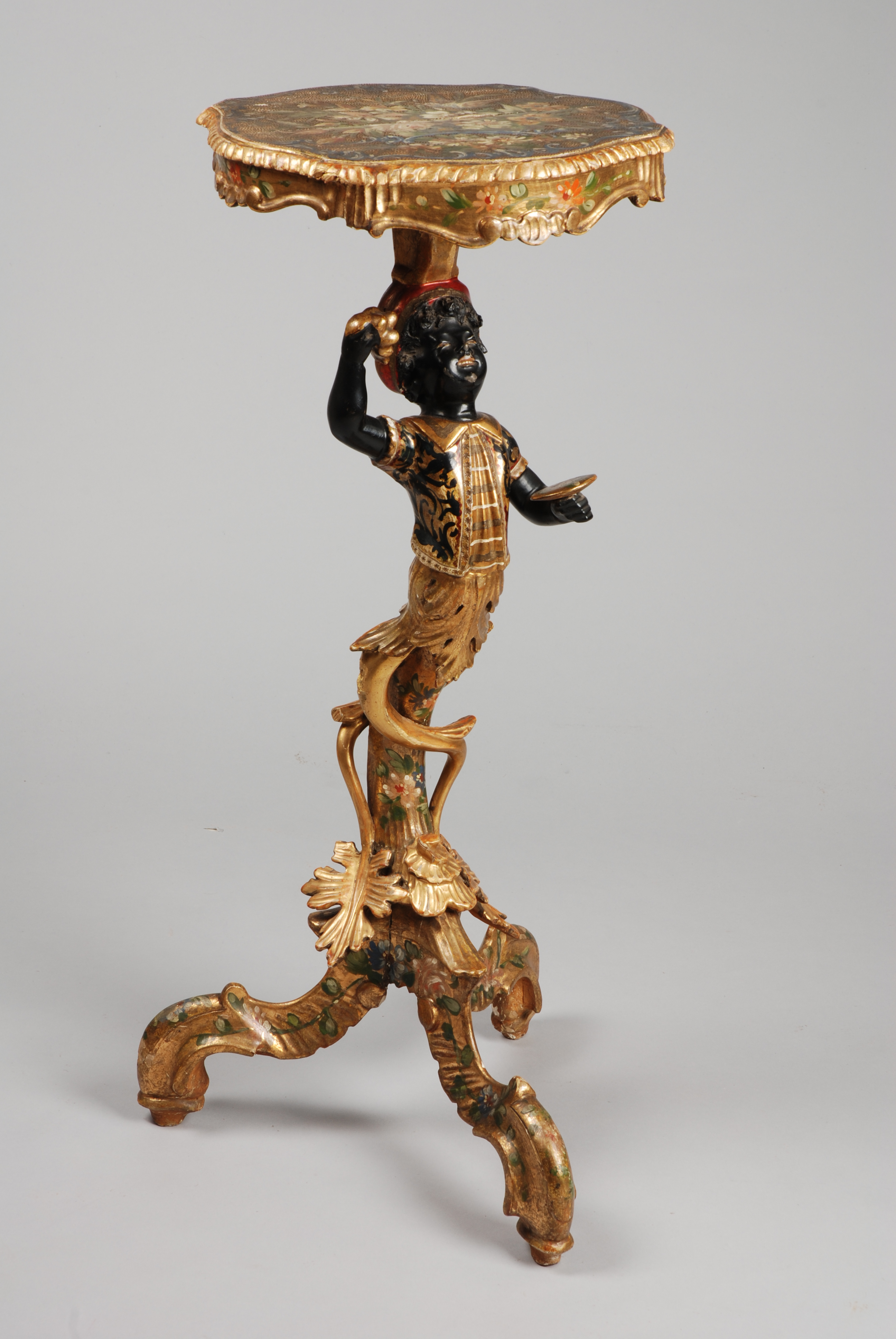
Герідон. Італія. 1850—1900

Герідон (фр. guéridon) — тип меблів, круглий столик на одній ніжці, що використовувався як у ресторанах, так і приватних помешканнях. Походить від форми круглого п'єдесталу чи бази колони. В античності схожі столики на трьох ніжках називали кілікейон, на одній ніжці — моноподій.

## Історія
Герідони з'явилися у Франції в середині XVII століття. Назву вони, ймовірно, отримали за ім'ям персонажа фарса Герідона, селянина з Пуату, який став героєм популярних французьких пісень. Термін «герідон» також означав жанр пісень, які часто супроводжували танець, під час якого один із учасників стояв осторонь зі смолоскипом, поки інші цілувалися. Можливо, згодом виникла асоціація між образом самотньої людини та єдиною фігурною ніжкою таких столиків, яку в період правління Людовіка XV, в епоху рококо, робили з чорного дерева у вигляді постаті мавра або марокканського невільника.
Подібні столики виготовляли також і в другій половині XVIII століття, в період класицизму і навіть на початку XIX століття в епоху ампіру, хоча вони значно відрізнялися за конструкцією та стилем.